# Joseph Ebuya
Joseph Ebuya (* 20. Juni 1987 in Baragoi, Nyandarua District, Provinz Central) ist ein kenianischer Langstreckenläufer.

## Leben
2006 wurde er Vierter im Juniorenrennen der Crosslauf-Weltmeisterschaften und bei den Commonwealth Games in Melbourne über 5000 Meter. Im selben Jahr errang er bei den Juniorenweltmeisterschaften in Peking Bronze über 5000 Meter und Silber über 10.000 Meter.
Bei den Weltmeisterschaften 2007 in Osaka schied er über 5000 Meter im Vorlauf aus. Im darauffolgenden Jahr wurde er Vierter beim Seniorenrennen der Crosslauf-Weltmeisterschaften und gewann mit der kenianischen Mannschaft Gold. Beim Parelloop wurde er Dritter, bevor er sich Mitte des Jahres wegen der Grundausbildung in der kenianischen Armee für zehn Monate von der Leichtathletik zurückzog. Bei den Weltmeisterschaften 2009 in Berlin belegte er dann über 5000 Meter den 13. Platz.
2010 besiegte er zunächst Kenenisa Bekele beim Great Edinburgh International Cross Country und errang dann den Titel bei den Crosslauf-Weltmeisterschaften in Bydgoszcz. Im Herbst stellte er beim Great South Run über 10 Meilen mit 45:16 min einen Streckenrekord auf.
Nach drei Jahren verletzungsbedingter Pause will Joseph Ebuya im März bei den Crosslauf-Weltmeisterschaften 2019 in Dänemark starten.

### Privates
Joseph Ebuya stammt aus einer Familie mit acht Kindern und gehört den kenianischen Streitkräften an. Er wird von PACE Sports Management betreut.

Auch seine jüngere Schwester Alice Aprot Nawowuna (* 1994) ist als Langstreckenläuferin erfolgreich.

## Persönliche Bestzeiten
- 3000 m: 7:34,62 min, 29. Juli 2008, Monaco
- 5000 m: 12:51,00 min, 14. September 2007, Brüssel
- 10.000 m: 28:53,46 min, 16. August 2006, Peking
- 10-km-Straßenlauf: 27:33 min, 6. April 2008, Brunssum